# USS Wolverine (IX-64)
USS Wolverine (IX-64) byla cvičná letadlová loď Námořnictva Spojených států, která působila ve službě v letech 1942–1945. Původně se jednalo o vyhlídkový parník Seeandbee z roku 1913.

## Historie

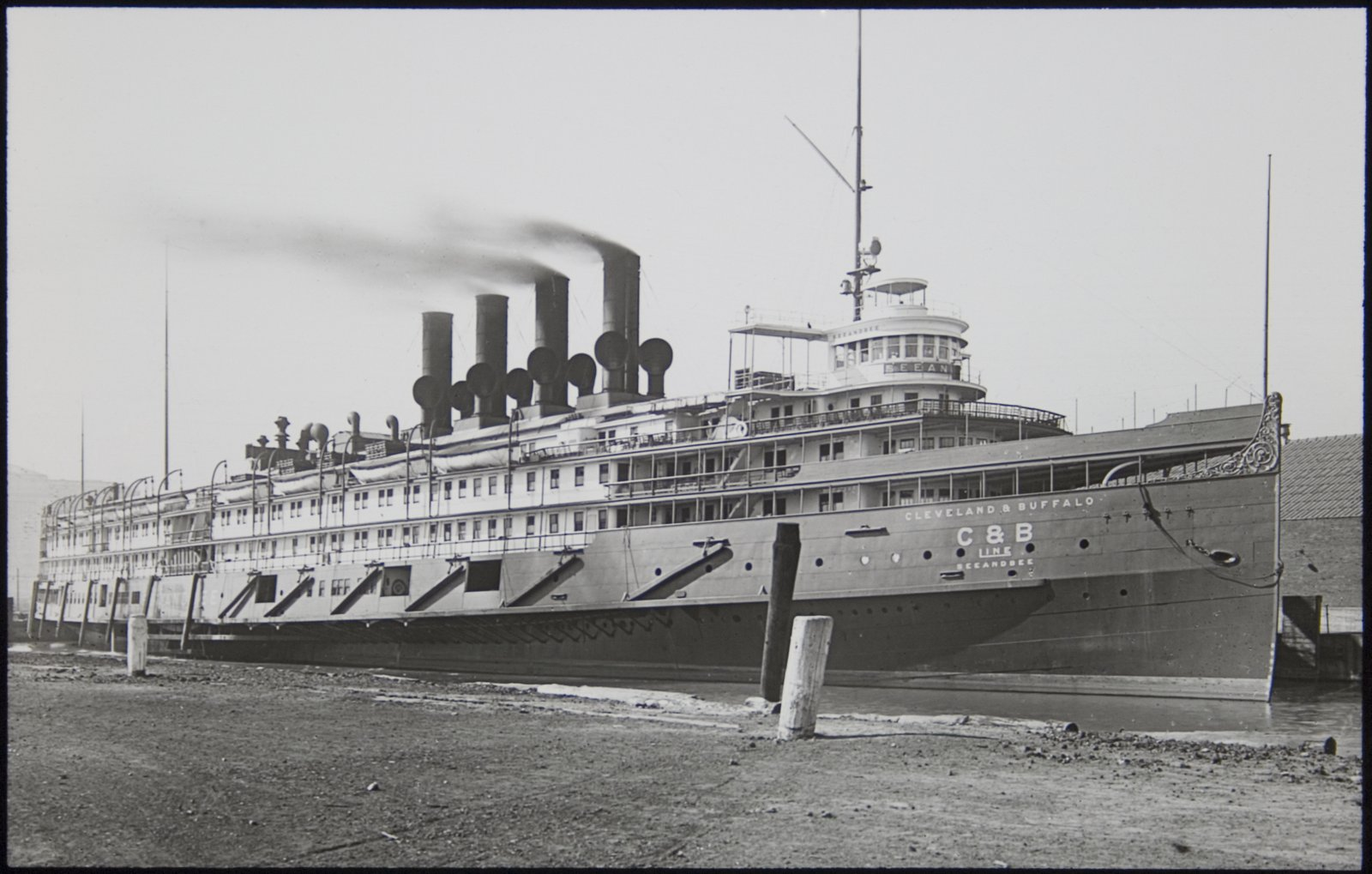
Parník Seeandbee v roce 1919

Vznikla přestavbou vyhlídkového kolesového parníku Seeandbee společnosti Cleveland and Buffalo Transit. Toto plavidlo postavila v roce 1913 loděnice American Ship Building Company ve Wyandotte v Michiganu. Americké námořnictvo jej získalo 12. března 1942 a zařadilo jej mezi ostatní nezařazené pomocné lodě s označením IX-64. Od května toho roku probíhala jeho přestavba na cvičnou letadlovou loď, která získala jméno Wolverine na začátku srpna. Již 12. srpna 1942 byla zařazena do služby a začala sloužit pro nacvičování vzletů a přistání na Michiganském jezeře. V květnu 1943 byla do služby uvedena sesterská loď USS Sable. Po ukončení druhé světové války v roce 1945 se Wolverine stal nepotřebným a k 7. listopadu 1945 byl vyřazen ze služby. Loď zůstala odstavena, až nakonec byla 21. listopadu 1947 odprodána k sešrotování.